# Jakub Kuzdra
Jakub Kuzdra (* 8. prosince 1997, Tarnów) je polský fotbalový záložník, od července 2016 působící v klubu Polonia Bytom, kde je na hostování z Piastu Gliwice. Je mládežnickým reprezentantem Polska.

## Klubová kariéra
Svoji fotbalovou kariéru začal v Jutrzenka Wierzchosławice. V průběhu mládeže zamířil do Unie Tarnów, kde jarní částí sezony 2013/14 propracoval do prvního týmu.

### Piast Gliwice
V srpnu 2015 uzavřel tříletou smlouvu s Piastem Gliwice.

#### Sezona 2015/16
V Ekstraklase za Piast debutoval v ligovém utkání 7. kola (29. 8. 2015) proti týmu Górnik Łęczna (výhra Piastu 3:0), když v 83. minutě vystřídal Kamila Vacka. Jednalo se o jeho jediný start v ročníku. V sezoně s týmem dosáhl historického umístění, když jeho klub skončil na druhé příčce a kvalifikoval se do druhého předkola Evropské ligy UEFA.

### Polonia Bytom (hostování)
Před ročníkem 2016/17 odešel na roční hostování do mužstva Polonia Bytom.